# 2012 VP113
2012 VP113 è un oggetto transnettuniano posto in un'orbita attorno al Sole particolarmente eccentrica: dalle 80 au del perielio, il più distante conosciuto fino ad oggi, alle 446 au dell'afelio. La sua scoperta è stata annunciata il 26 marzo 2014. Si tratta di un planetoide con magnitudine assoluta 4,1, forse classificabile come pianeta nano, il suo diametro è circa la metà di quello di 90377 Sedna. È uno dei tre soli sednoidi conosciuti ad oggi.
Possiede il perielio più distante noto per un oggetto del sistema solare. L'ultimo passaggio è avvenuto attorno al 1979, a una distanza di 80 au e al momento della scoperta si trovava a 83 au dal Sole. Sono noti solo altri quattro oggetti del sistema solare aventi perieli superiori a 47 au: 90377 Sedna (76 au), 2004 XR190 (51 au), 2010 GB174 (48 au)  e 2004 VN112 (47 au). La scarsità di corpi celesti con perieli compresi fra 50 e 75 au non sembra essere un motivo legato alle osservazioni.
2012 VP113 è probabilmente un membro di un'ipotetica Nube di Oort interna. Perielio, argomento del perielio e posizione attuale nel cielo sono simili a quelli di Sedna. Infatti tutti i corpi celesti del sistema solare noti, aventi semiasse maggiore superiore alle 150 au e perieli esterni all'orbita di Nettuno, possiedono argomenti del perielio raggruppati attorno ai 340°.

## Scoperta
La scoperta di 2012 VP113 è stata effettuata il 5 novembre 2012 utilizzando il telescopio Victor M. Blanco da 4 metri del NOAO, installato presso l'Osservatorio di Cerro Tololo. Per determinare l'orbita e le proprietà superficiali di 2012 VP113 è stato utilizzato uno dei telescopi Magellano da 6,5 m della Carnegie Institution for Science dell'Osservatorio di Las Campanas in Cile. Prima di essere annunciata la sua scoperta al pubblico, venne tracciato solamente dal Cerro Tololo (807) e dal Las Campanas (304). Possiede un arco di osservazione di circa 1 anno. Si ritiene che la sua superficie abbia una tinta rosa, risultante da variazioni chimiche prodotte dagli effetti della radiazione sull'acqua ghiacciata, sul metano e sul diossido di carbonio.

### Soprannome
Il gruppo di ricerca che lo ha scoperto lo chiama per brevità "VP" o semplicemente "Biden", in onore dell'ex-vicepresidente e presidente statunitense Joe Biden.